# Tetraka cuafalcat
El tetraka cuafalcat (Hartertula flavoviridis) és una espècie d'ocell de la família dels bernièrids (Bernièrids) i única espècie del gènere Hartertula (Stresemann, 1925).

## Hàbitat i distribució
Habita bosc i sotabosc a l'est de Madagascar.